# Lactaat
Lactaat (de zuurrest van melkzuur) is het eindproduct uit het glucosemetabolisme onder zuurstofarme omstandigheden (anaerobe glycolyse) en levert energie aan skeletspieren tijdens zware inspanning. Het kan onder invloed van zuurstof geoxideerd worden (citroenzuurcyclus) in hartspiercellen of zelfs weer geconverteerd worden naar glucose (gluconeogenese of Cori-cyclus). Lactaat is een marker voor de mate van weefseloxygenatie. Bij zuurstoftekort (hypoxie) zal er veel lactaat gevormd worden. 
De belangrijkste bronnen van lactaat zijn de huid, rode bloedcellen, hersenen, skeletspieren, darmen en leukocyten. 
Lactaat en pyruvaat samen vormen een reversibel reactiekoppel waarvan het reactie-evenwicht gereguleerd wordt door de hoeveelheid aanwezig zuurstof. Lage zuurstofwaarden versterken de omzetting van pyruvaat naar lactaat terwijl adequate zuurstofwaarden de reactie de andere kant op laten lopen. 
Lactaatconcentraties zijn afhankelijk van de pH, ratio NADH/NAD+, snelheid van het metabolisme en de pyruvaatconcentratie.

## Mogelijke toepassingen
Differentiaaldiagnose bij metabole acidose zoals bij:
- Vaststellen van de mate van weefseloxygenatie tijdens metabole- en shockomstandigheden en tijdens afgenomen bloedcirculatie.
- Comateuze condities, leverfalen en intoxicaties (alcohol, paracetamol).
- Incorrecte indicatie van biguaniden (o.a. metformine) bij type 2-diabeten. Onderdeel van de primaire screening bij verdenking op aangeboren metabole stofwisselingsziekten, zoals bij:
- Myopathieën (glycogeenstapelingsziekten).
- Aangeboren enzymopathieën als bij organische acidurieën, ureumcyclusdefecten (bloed ammoniakmeting) en vetzuuroxidatiedefecten. Perinatale asfyxie waarbij tevens een bloedgaswaarde wordt mee bepaald in foetale hoofdhuidmonsters en/of navelstrengbloed.
- Vaststellen van de mate van hypoxie in tumoren.

## Valkuilen
De meeste bepalingsmethoden meten alleen L-lactaat. Dit gegeven is van belang bij verdenking op een D-lactaat-acidose die wordt veroorzaakt door veranderingen in de darmflora samen met mentale veranderingen.

### Referentiewaarden
Voor veneus of capillair volbloed geldt:
- Neonaten: < 2,9 mmol/L
- Volwassenen: 0,5 - 1,8 mmol/L